# Турски гамбит
„Турски гамбит“ е игрален филм от 2005 г., копродукция на Русия и България (4 серии) за Руско-турската Освободителна война от 1877 – 1878 г.

## Сюжет
1877 година. Вземащият участие в Руско-турската война в качеството си на сръбски доброволец Ераст Фандорин пристига в Главния щаб на руското командване с важно съобщение. По пътя си се запознава с очарователната Варвара Андреевна Суворова, пътуваща към руските войски, за да се срещне със своя жених Петя Яблоков – шифровчик в Генералния щаб.
Добирайки се до своите, Фандорин съобщава на генерал Соболев за хитрата флангова маневра на турските войски. От това следва, че руските войски трябва бързо да завземат Плевен, за където са се насочили войските на Осман паша. Генерал-адютант Мизинов вече е готов със заповед, която Петя Яблоков спешно шифрова и изпраща.
Мизинов има и друга сложна задача за Фандорин. Става въпрос за Анваре – секретар на султана Абдул Хамид II. Той е интересна личност – отчаян мъж с авантюристична жилка. Може свободно да се вмъкне между руснаците и след това да се измъкне благодарение на своята европейска външност и владеенето на няколко езика. Вечерта на същия ден става ясно, че руските войски са завзели Никопол, в същото време арестуват Петя Яблоков, защото в изпратената шифрограма вместо Плевен се е появила думата Никопол. В резултат на тази дезинформация турските войски са завзели незащитения Плевен.
Потресената Варя моли Фандорин да помогне на нейния жених. Ераст Фандорин е уверен, че той може да спаси Петя, ако намери истинския виновник за случилото се. Личи си, че това дело е на Анваре, свободно действащ сред руската армия. Необходимо е спешно да се елиминира турчинът. Но как?

## Актьорски състав
- Егор Бероев – Ераст Петрович Фандорин
- Олга Краско – Варвара Андреева Суворова
- Александър Ликов – Перепьолкин
- Марат Башаров – Гриднев
- Владимир Ильин – генерал Лаврентий Аркадиевич Мизинов
- Дмитрий Певцов – граф Зуров
- Виктор Вержбицкий – Лукан
- Александр Балуев – генерал Соболев
- Алексей Гуськов – полковник Казанзаки
- Гоша Куценко – Измаил-бей
- Евгений Лазарев – Цар Александър II
- Даниел Олбрихски – Маклафлин
- Дидие Бенеме – Шарл Д’Евре
- Александр Олешко – Яблоков
- Олег Макарев – Лунц
- Анатолий Кузнецов – генерал Конецкий
- Андрей Руденский – Лествицкий
- Сергей Газаров – губернаторът
- Станислав Дужников – бюфетчията
- Андрей Краско – унтер-офицер
- Виктор Бичков – хорунжий
- Валдис Пельш – Данченко
- Леонид Куравльов – майорът
- Николай Илиев – продажният приятел на Лунц
- Георги Новаков
- Владимир Николов
- Кирил Кавадарков
- Зуека
- Митко Рачков
- Васил Банов
- Валентин Ганев
- Юлиян Вергов
- Ненчо Илчев
- Георги Къркеланов
- Стоян Цветков
- Пьотр Кшешински
- Добрин Досев
- Влади Люцканов
- Ивайло Герасков
- Добри Ангелов
- Деян Ангелов
- Ирина Маринова
- Станислав Пищалов
- Борислав Дойчинов
- Иван Мандев
- Йордан Биков
- Стефан Бобадов
- Мартина Вачкова
- Велико Стоянов
- Даниел Димов
- Мирослав Николов
- Владимир Велев
- Бойко Боянов
- Александър Иванов
- Христо Гърбов
- Димитър Кузев
- Райчо Василев
- Валентин Гошев
- Владимир Владимиров-Влад
- Иван Златарев
- Станчо Стайчев
- Александър Воронов
- Владимир Колев
- Пламен Сираков
- Мирослав Косев
- Марияна Жичина
- Веселин Кирилов
- Александър Александров
- Пепа Николова
- Александра Сърчаджиева
- Мира Янева
- Иван Дилов
- Виктор Бисеров
- Калин Яворов

## Творчески и технически екип
- Режисьор – Джайник Файзиев
- Продуценти – Леонид Верещагин, Анатолий Максимов, Константин Эрнст
- Сценаристи – Борис Акунин, Джайник Файзиев
- Музика – Всеволод Саксофонов, Андрей Феофанов
- Оператор – Андрей Жегалов